# Hermeskeiler Straße (Waldrach)
Die Hermeskeiler Straße ist eine Straße in Waldrach im Landkreis Trier-Saarburg in Rheinland-Pfalz. Sie ist Teil der Landesstraße 149 und führt in Richtung der Stadt Hermeskeil im Schwarzwälder Hochwald.
Die Hermeskeiler Straße ist die Verlängerung der Bahnhofstraße und verläuft von der Ruwerbrücke und der Brücke über den Mühlbach bis zum Verkehrskreisel an der Kreisstraße 12 und weiter zum Ortsausgang in Richtung Riveris. Querstraßen sind der Pätscherweg, die Gartenstraße, der Morscheider Weg (Kreisstraße 65) und der Zollweg.
Der Schupperterbach unterquert die Hermeskeiler Straße.
In der Hermeskeiler Straße befinden sich einige kleine und mittlere Unternehmen, eine Arztpraxis und eine Apotheke sowie das Feuerwehrhaus und eine DRK-Sozialstation. Dort befand sich  der alte Sportplatz von Waldrach.
Am Verkehrskreisel befindet sich der Platz unserer Deutschen Weinkönigin.
Ein Kulturdenkmal ist das Weingut in der Hermeskeiler Straße 41. Es handelt sich dabei um einen repräsentativen Walmdachbau um 1900.

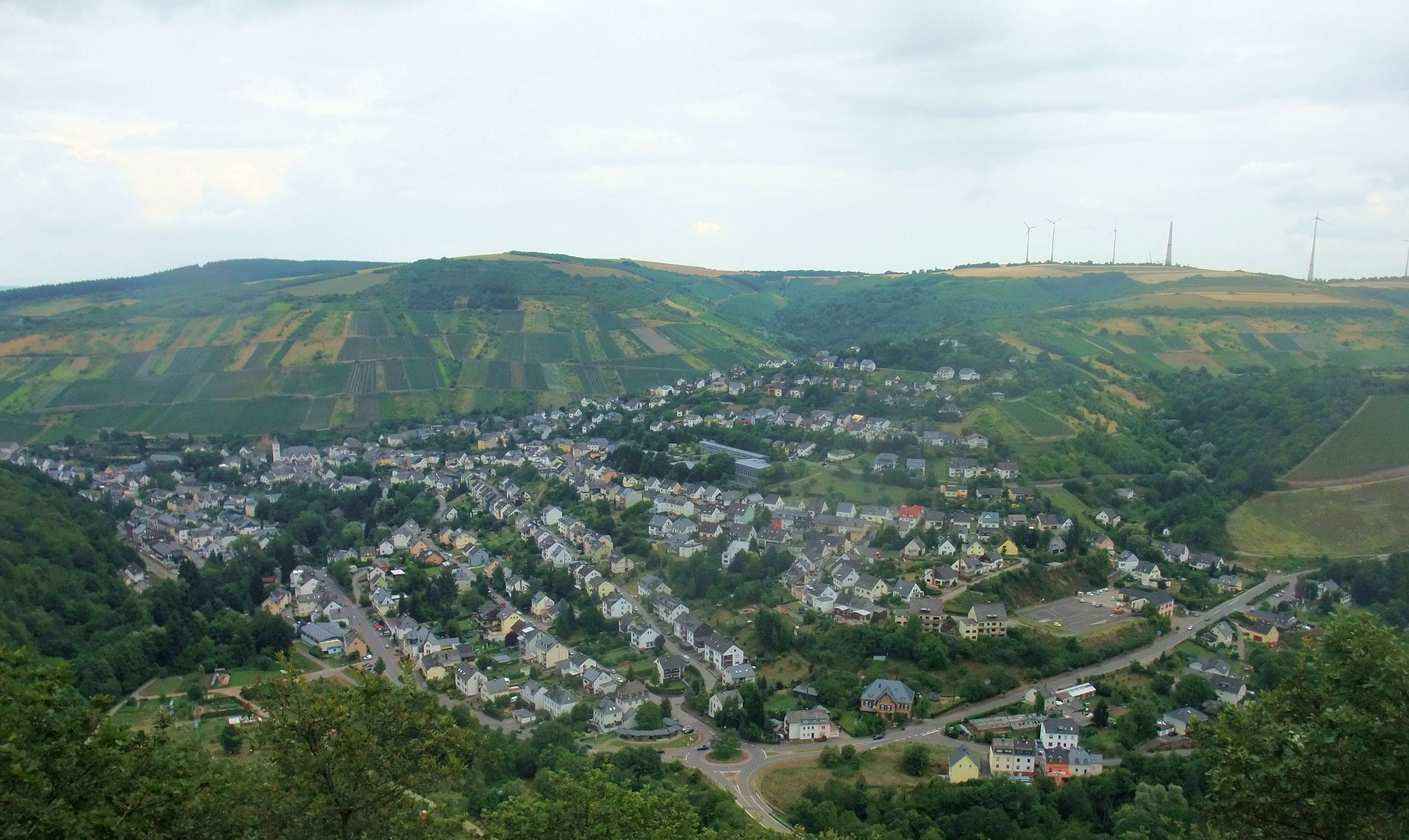
Blick auf den Verkehrskreisel
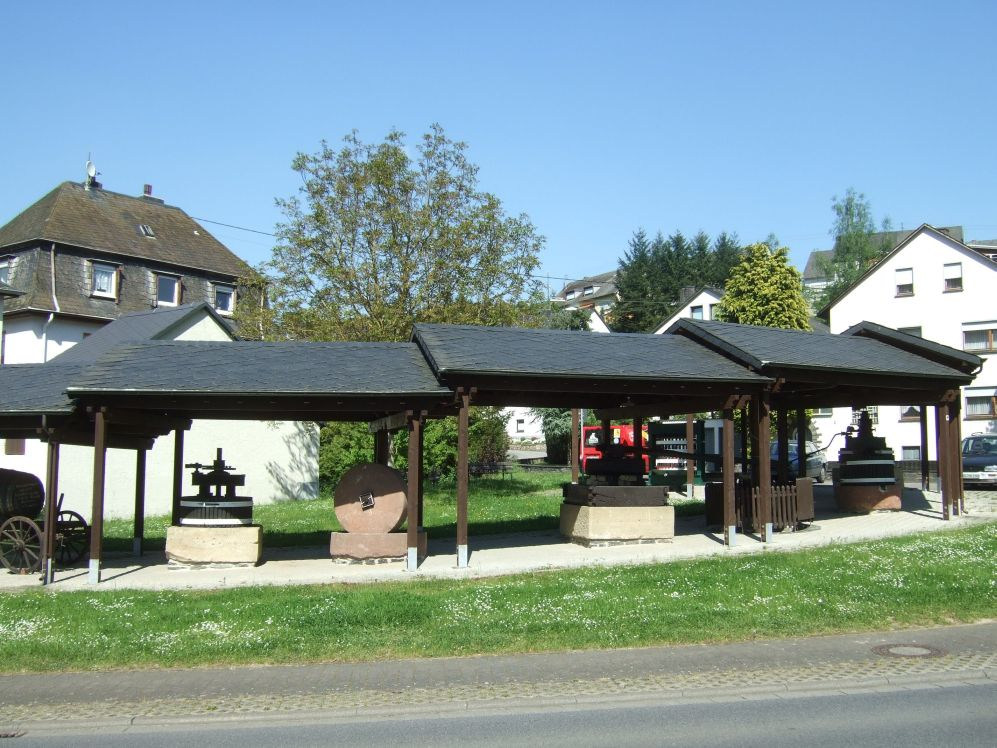
Platz unserer Deutschen Weinkönigin
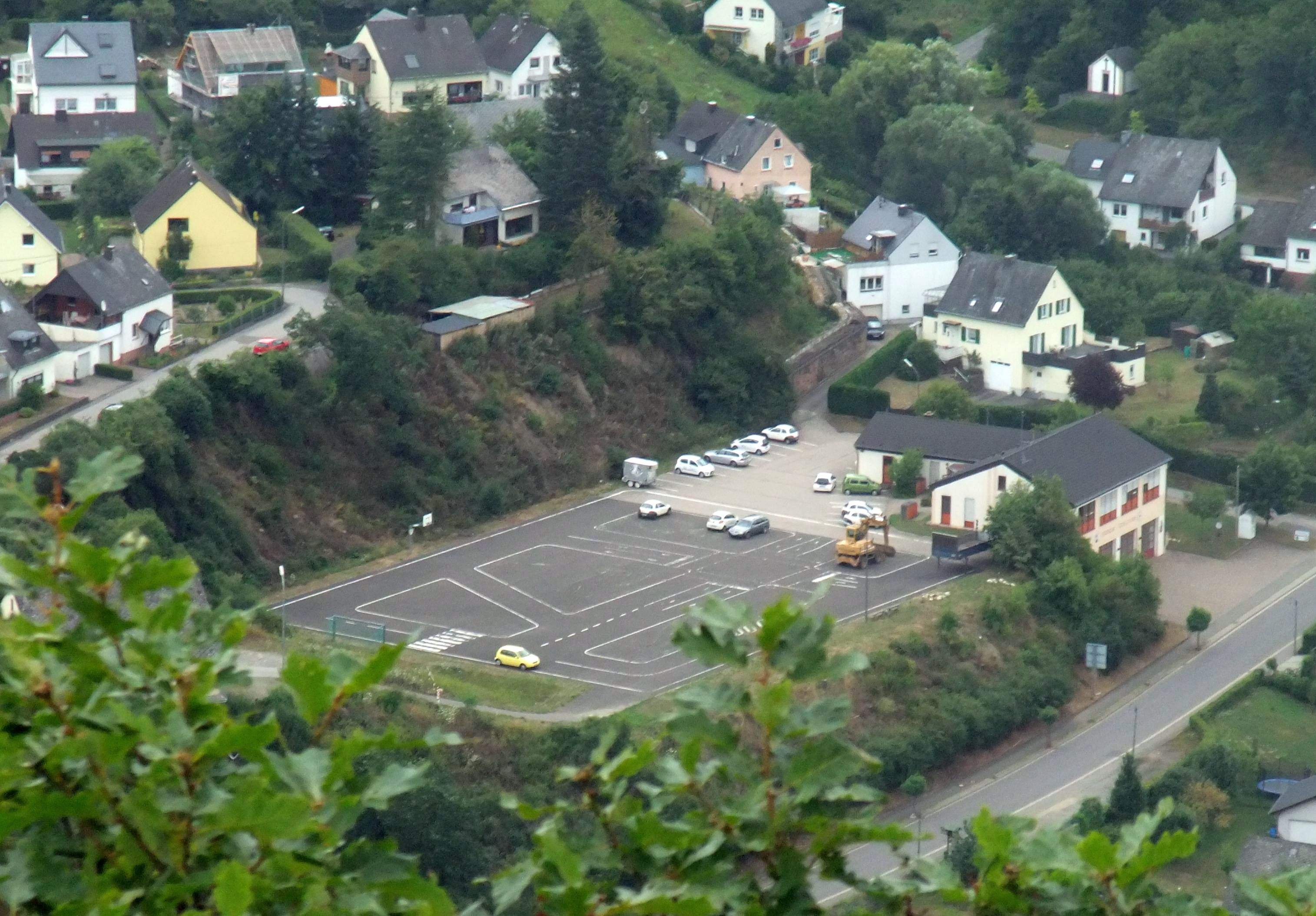
Alter Sportplatz
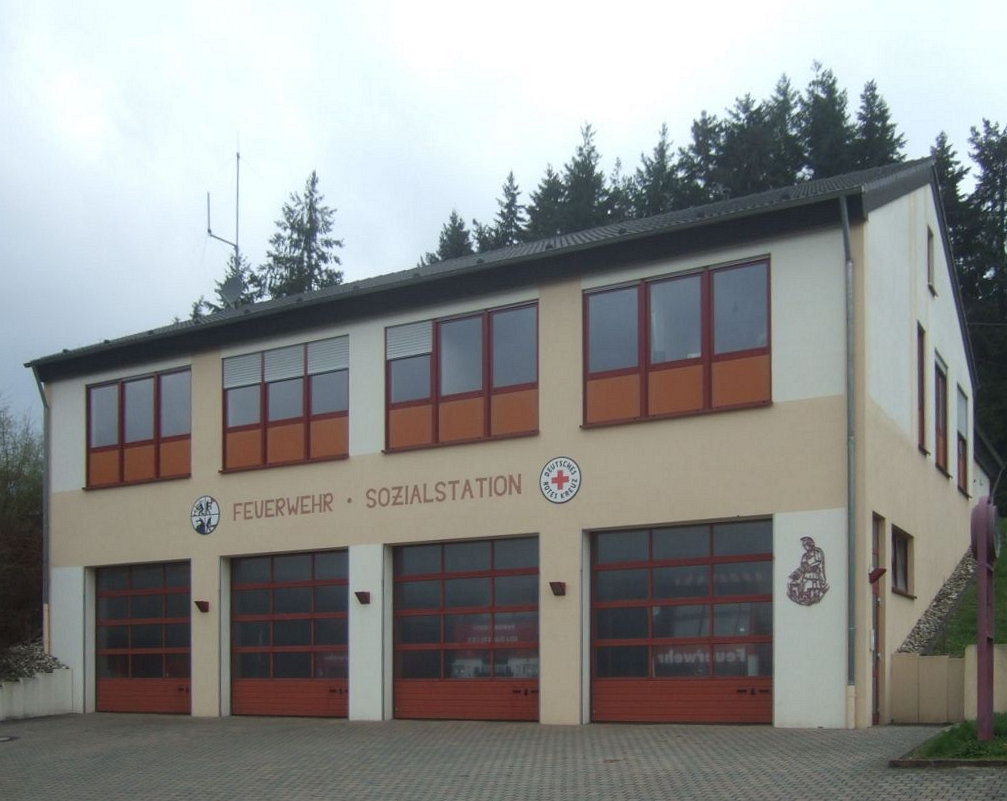
Feuerwehr und Sozialstation
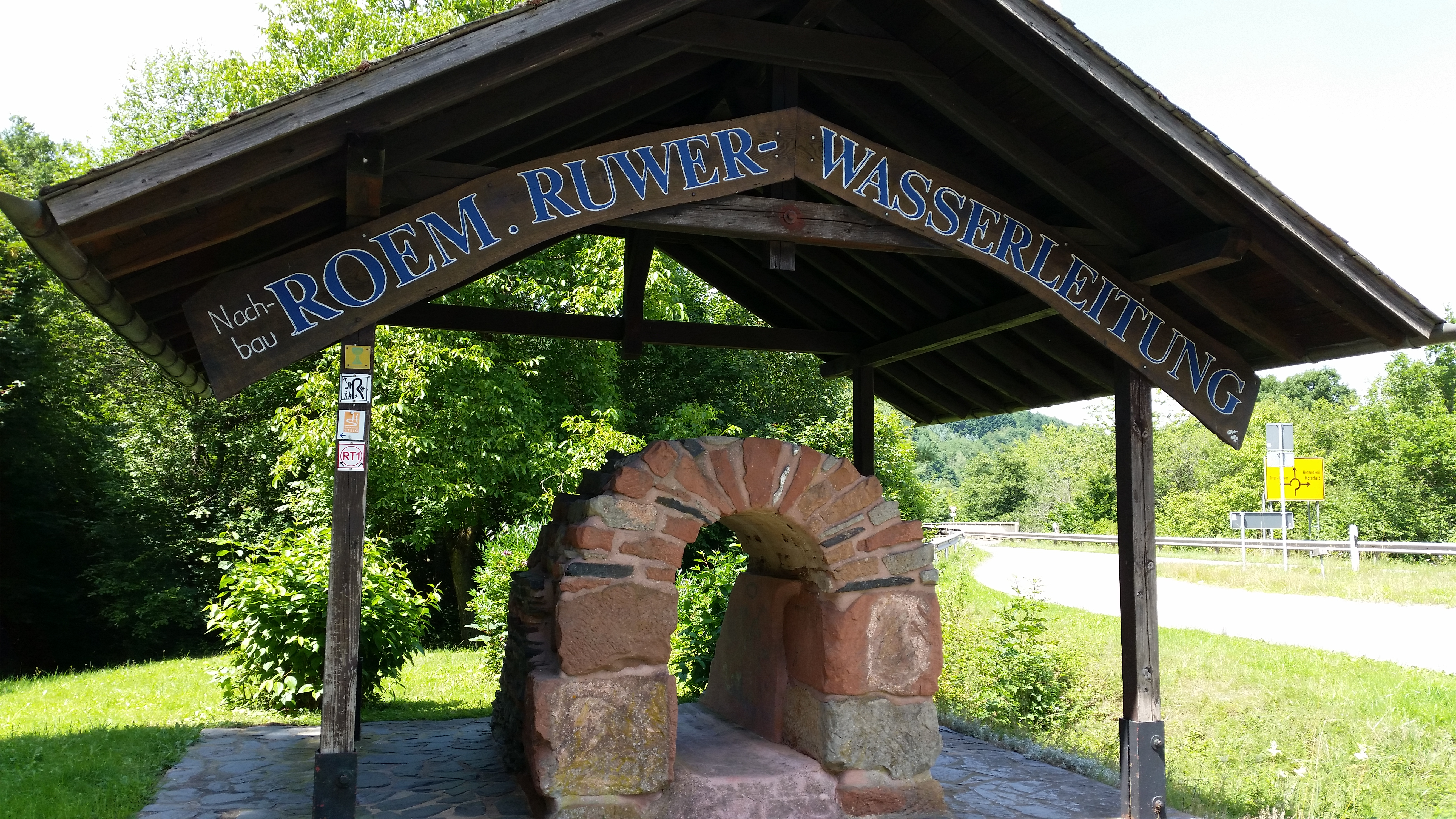
Nachbau der römischen Ruwerwasserleitung an der K 12

Koordinaten: 49° 44′ 31″ N, 6° 44′ 32,3″ O